# Steven Hawley
Steven Alan Hawley (Ottawa, 12 de dezembro de 1951) foi um astronauta norte-americano veterano de cinco missões no ônibus espacial. 
Em agosto de 1984 participou do voo inaugural do Discovery, a STS-41-D. Em janeiro de 1986, integrou a STS-61-C, a última missão antes do fatídico acidente com o Challenger. Na terceira missão a STS-31, em 1990, foi membro da equipe que colocou o Telescópio Espacial Hubble em órbita. Participou também da segunda missão de reparos ao Hubble, a STS-82. Finalmente fez parte da tripulação do Columbia na STS-45, que colocou em órbita o Chandra, em julho de 1999. Deixou a NASA em maio de 2008.
Hawley foi casado com a também astronauta Sally Ride, a primeira norte-americana a ir ao espaço, falecida em 2012.